# Shulamit Arnon
Shulamit Arnon, ursprünglich Rahel Shulamit Schlossberg (* 21. Januar 1929 in Königsberg in Ostpreußen) ist eine israelische Lehrerin und Autorin.

## Leben
Shulamit Arnon ist die Tochter des Zionisten Dr. David Schlossberg und dessen Frau Dr. Maria Schlossberg, geborene Herzfeld. Von 1935 bis 1939 lebte die Familie in Berlin. Dort besuchte Arnon die Theodor-Herzl-Schule in Charlottenburg. Ihr Vater arbeite im Palästinaamt in der Charlottenburger Meineckestraße und warb unter jüdischen Deutschen für die Auswanderung nach Palästina. 1939 wanderte die Familie in das Mandatsgebiet Palästina aus. Nach dem Abitur in Tel Aviv besuchte sie ein Lehrerseminar. Von 1950 bis 1960 lebte sie in dem Kibbuz Jechiʿam bei Naharija. 1952 heiratete sie Arje Arnon. 1954 und 1958 wurden ihre beiden Töchter Hagar und Yaʿel geboren. 1960 zog sie nach Jerusalem um, wo sie als Lehrerin für Hebräisch an einer Sprachschule für Akademiker und zusätzlich als freie Mitarbeiterin beim Rundfunk arbeitete. Zur Verbesserung ihrer Deutschkenntnisse hielt sie sich 1978 ein halbes Jahr lang in Hamburg auf.
Im Alter von 14 Jahren begann Arnon für die Kibbuz-Zeitung zu schreiben, doch erst in Jerusalem widmete sie sich intensiver der Literatur. Seit ihrem Hamburg-Aufenthalt schrieb sie auf Deutsch.
Sie veröffentlichte sowohl in israelischen als auch in deutschen Zeitungen und gab 1984 einen Band mit von Frauen aus Israel geschriebenen Erzählungen heraus, dem 1989 ihr erster Roman Die gläserne Brücke folgte. 1990 wurde sie Mitglied des Verbandes deutschsprachiger Schriftsteller Israels.

## Veröffentlichungen (Auswahl)
- als Herausgeberin: Zwischen Tradition und Wagnis. Frauen aus Israel erzählen. Isko Press, Hamburg 1984, ISBN 3-921648-60-2.
- Die gläserne Brücke, Roman. Fischer Taschenbuch-Verlag, Frankfurt am Main 1989, ISBN 3-596-24723-3.